# Grindavíkurvöllur
Grindavíkurvöllur is een sportstadion in de IJslandse stad Grindavík. De sponsornaam is Mustad völlurinn.
Het wordt meestal gebruikt voor voetbalwedstrijden en is de thuisbasis van UMF Grindaví. Het stadion heeft een totale capaciteit van 1500 plaatsen.